# Estación de Marqués de Vadillo

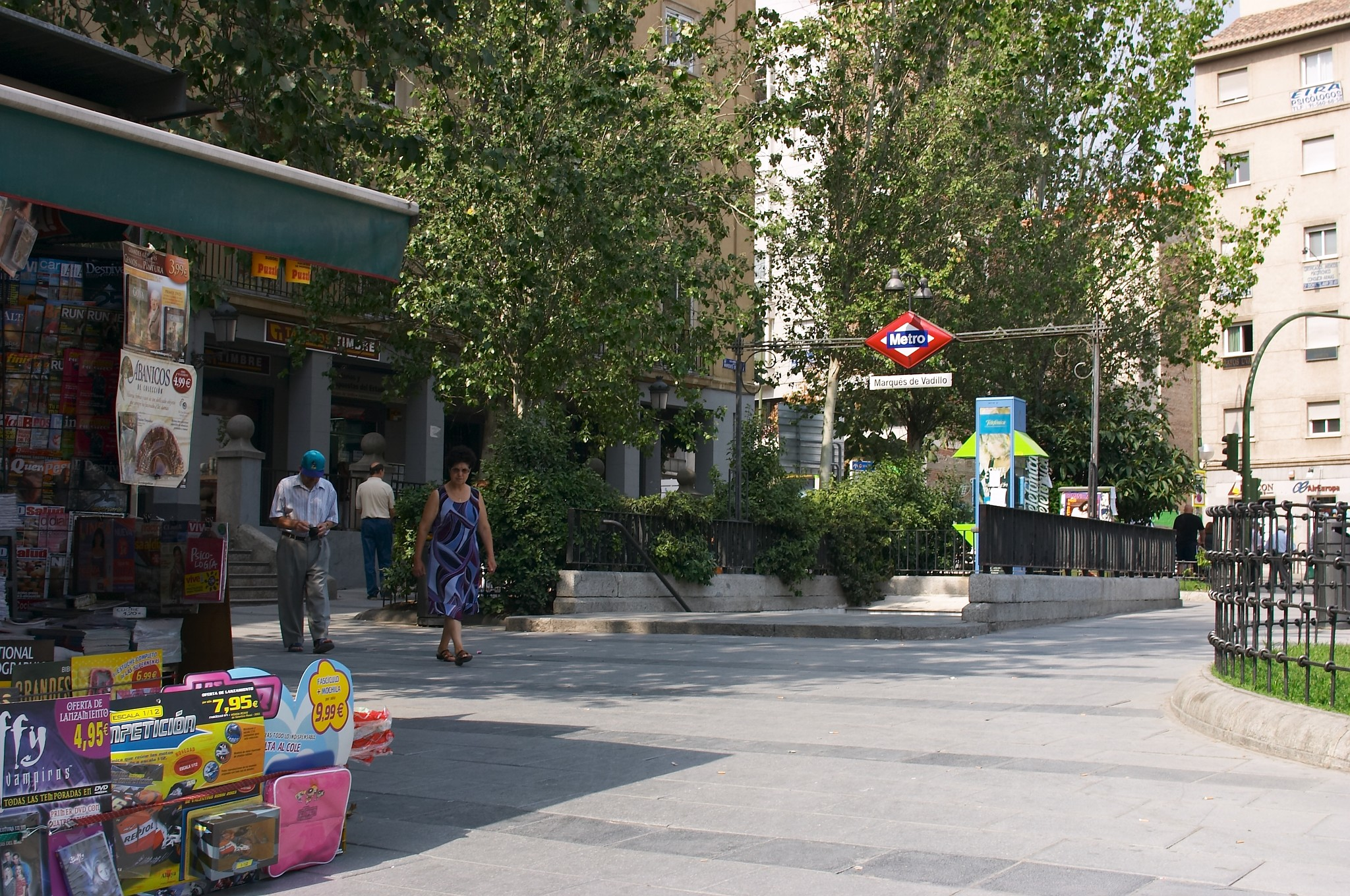
Vista de la boca de acceso (previa a la remodelación de 2007)

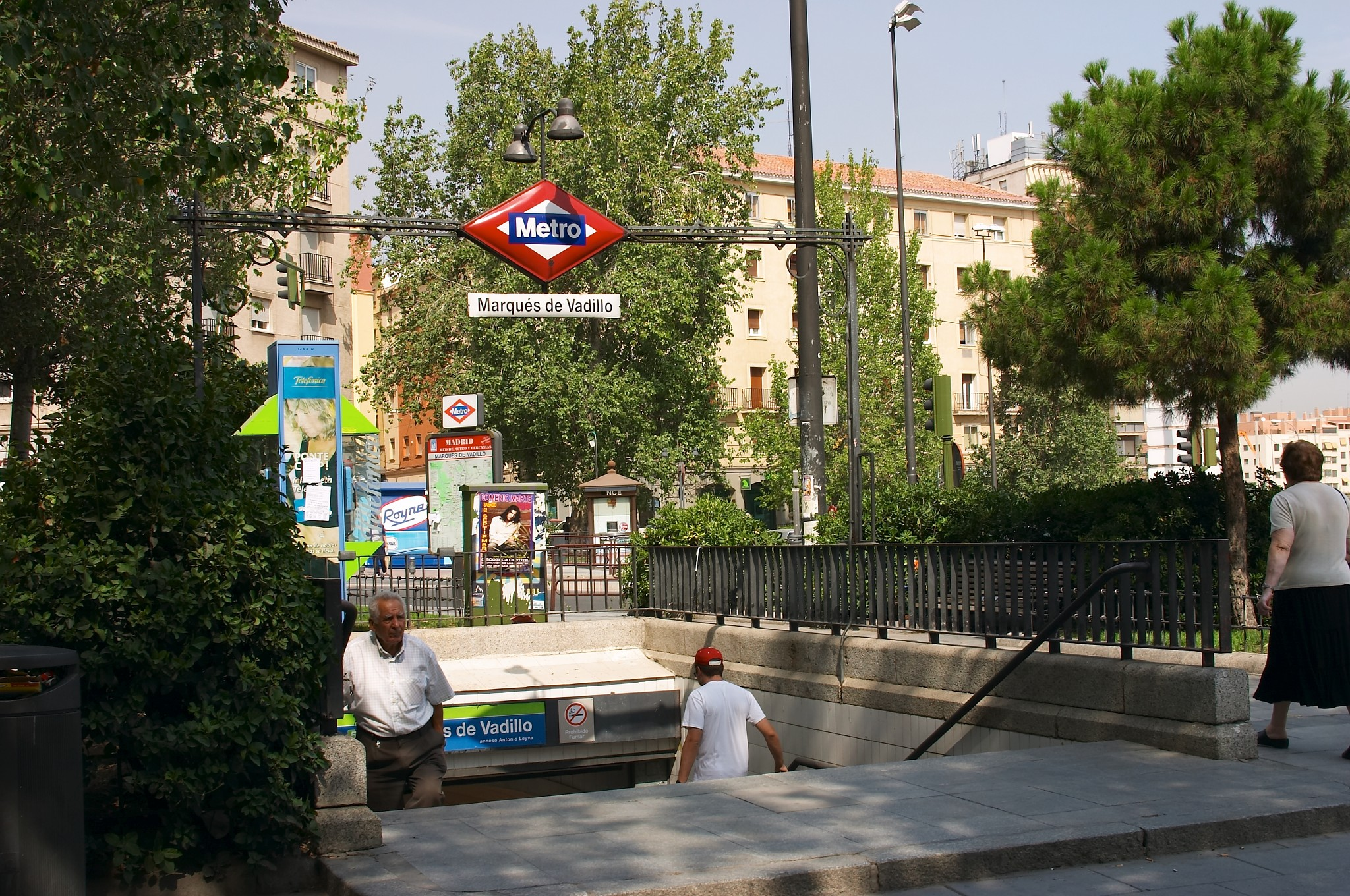
Otra vista de la boca de acceso (previa a la remodelación de 2007)

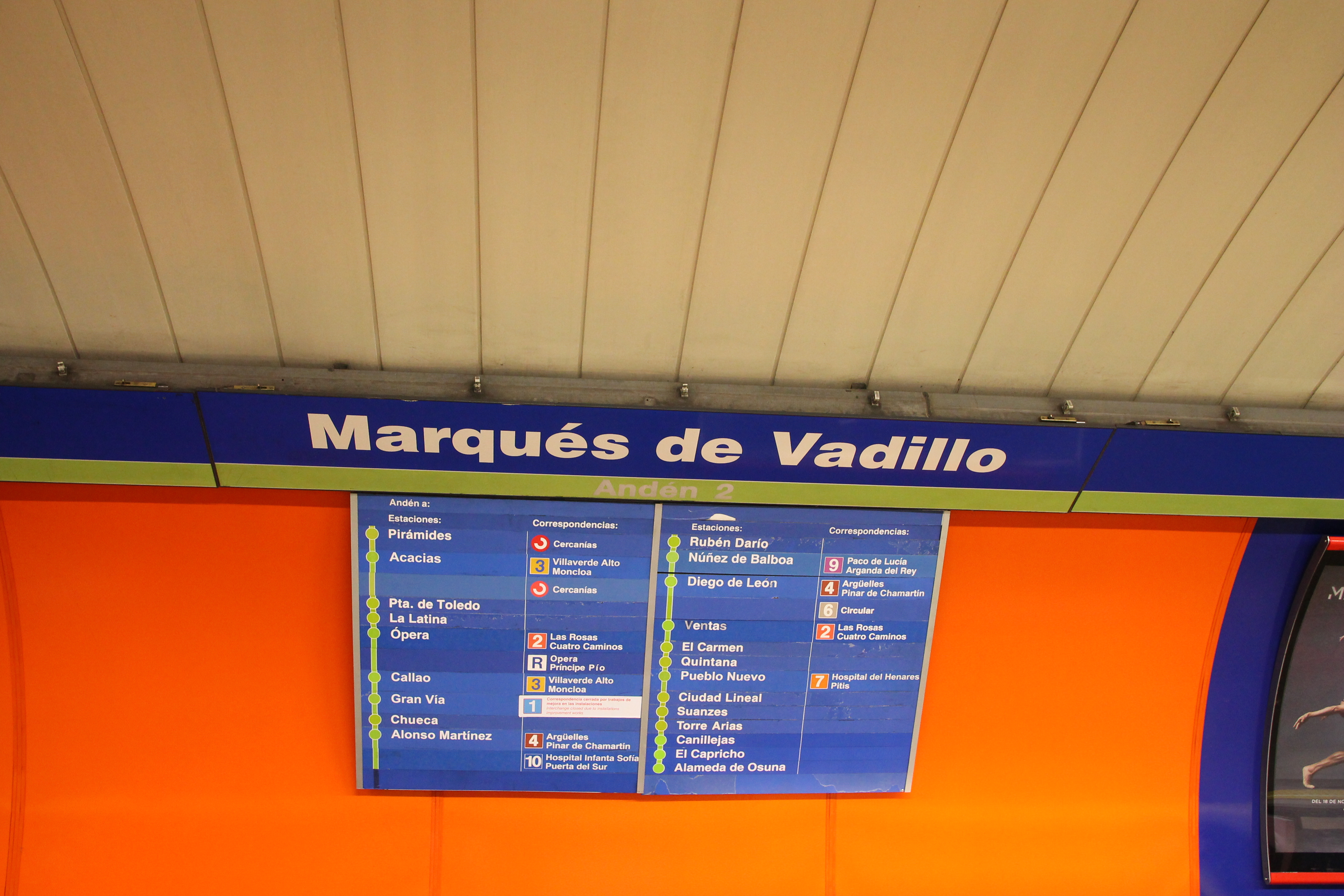
Letrero

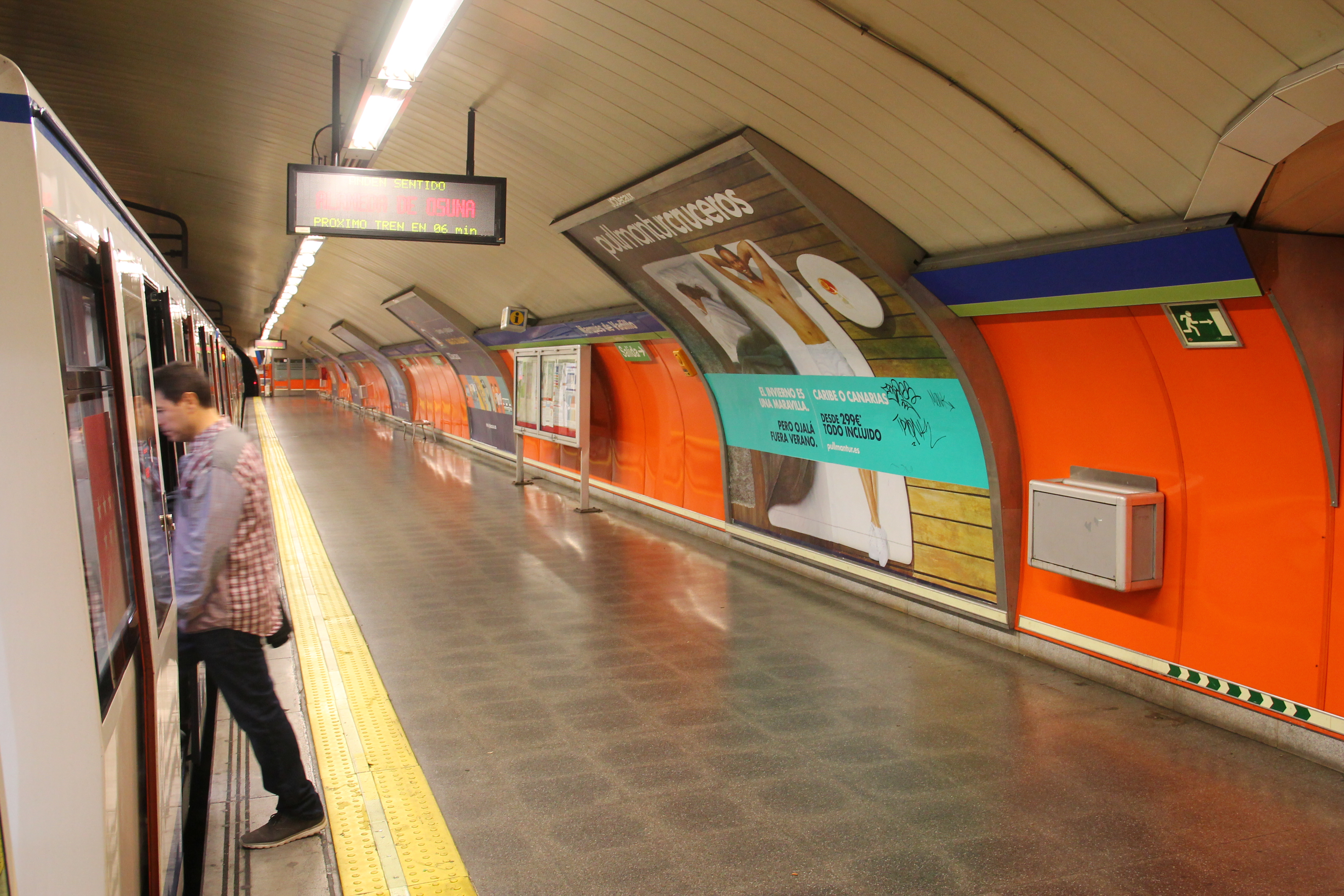
Andén de la estación

Marqués de Vadillo es una estación de la línea 5 del Metro de Madrid situada bajo la glorieta del mismo nombre, en el distrito de Carabanchel, en uno de los extremos del Puente de Toledo.

## Historia
La estación se inauguró y abrió al público el 5 de junio de 1968 con el primer tramo de la línea entre Callao y Carabanchel, siendo reformada entre 2003 y 2004 con la colocación de nuevas bóvedas y paramentos.
El 22 de mayo de 2007 una fuerte lluvia provocó la rotura de un caño de desagüe pluvial que circulaba por debajo del vestíbulo de la estación, inundando y destruyendo el mismo. La estación estuvo cerrada dos meses mientras se remodelaba el vestíbulo. Durante ese período los trenes no efectuaron parada en esta estación. La estación ha sufrido inundaciones similares en varias ocasiones, como por ejemplo en 2017 o en 2023, aunque en estas últimas ocasiones la estación sólo tuvo que cerrarse algunas horas antes de poder restablecerse el tránsito normal de trenes.
En diciembre de 2023, la Comunidad de Madrid anunció la realización de obras con la intención de evitar las frecuentes inundaciones que sufre la estación.

## Accesos
Vestíbulo Marqués de Vadillo
- Antonio Leyva Gta. Marqués de Vadillo, 1
- Avda. Emperatriz Isabel Gta. Marqués de Vadillo, 6

## Líneas y conexiones

### Metro

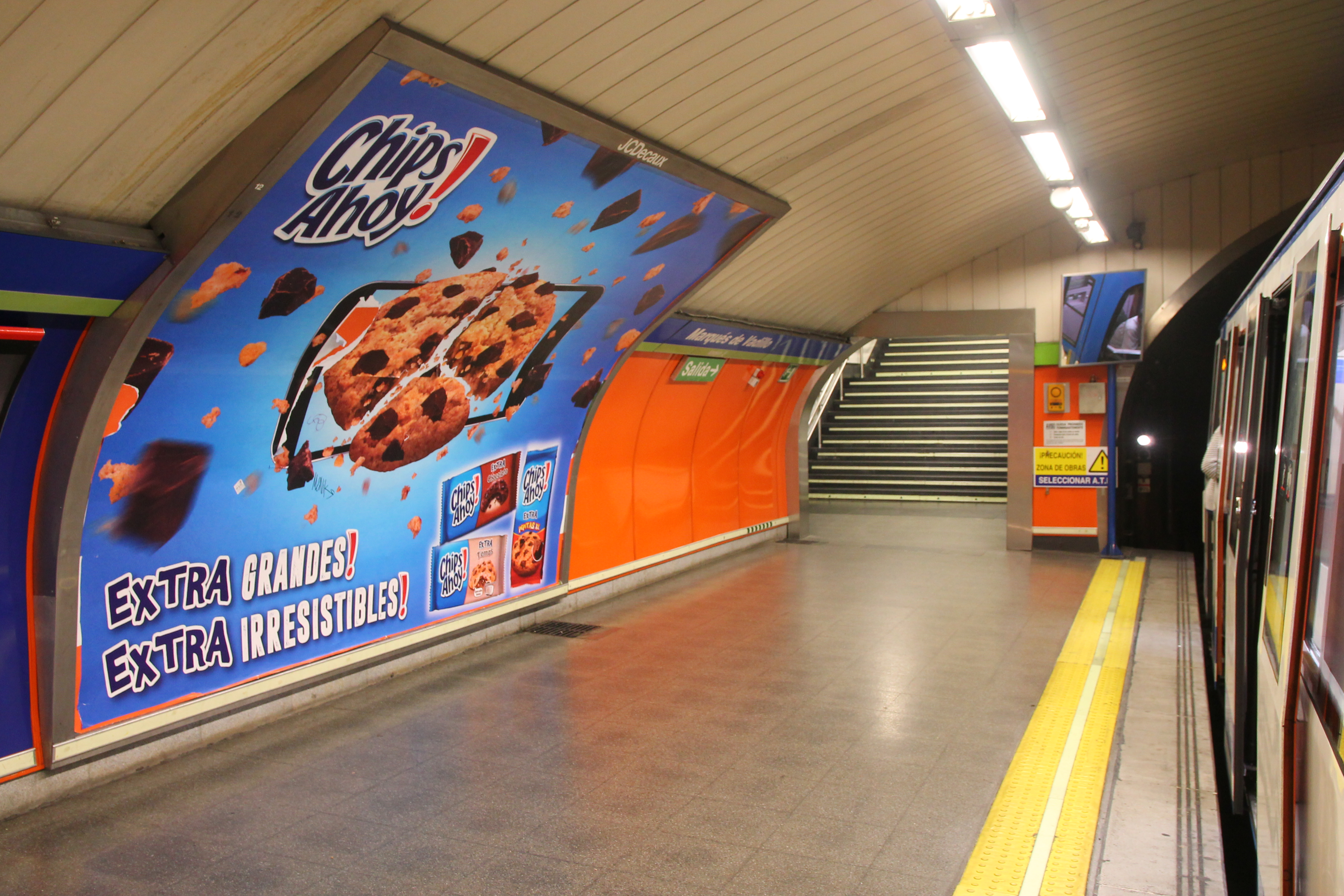
Andén de la estación

| << cabecera      | < estación | línea | estación > | cabecera >>   |
| ---------------- | ---------- | ----- | ---------- | ------------- |
| Alameda de Osuna | Pirámides  |       | Urgel      | Casa de Campo |

### Autobuses
| Diurnos   |                             |                                                  |
| Línea     | Destino                     | Parada                                           |
| 34        | Las Águilas                 | 329 MARQUÉS DE VADILLO (C/ General Ricardos, 10) |
| 35        | Carabanchel Alto            | 329 MARQUÉS DE VADILLO (C/ General Ricardos, 10) |
| 118       | La Peseta                   | 329 MARQUÉS DE VADILLO (C/ General Ricardos, 10) |
| 119       | Barrio Goya                 | 329 MARQUÉS DE VADILLO (C/ General Ricardos, 10) |
| 34        | Cibeles                     | 330 MARQUÉS DE VADILLO (C/ General Ricardos, 3)  |
| 35        | Plaza Mayor                 | 330 MARQUÉS DE VADILLO (C/ General Ricardos, 3)  |
| 118       | Embajadores                 | 330 MARQUÉS DE VADILLO (C/ General Ricardos, 3)  |
| 119       | Atocha                      | 330 MARQUÉS DE VADILLO (C/ General Ricardos, 3)  |
| 23        | Villaverde Cruce            | 918 MARQUES DE VADILLO (C/ Antonio López, 2)     |
| 23        | Plaza Mayor                 | 919 MARQUES DE VADILLO (C/ Antonio López, 5)     |
| 116       | Villaverde Cruce            | 3127 MARQUÉS DE VADILLO (C/ Antonio Leyva, 2)    |
| SE832     | Hospital Fundación San José | 3127 MARQUÉS DE VADILLO (C/ Antonio Leyva, 2)    |
| 116       | Embajadores                 | 3128 MARQUÉS DE VADILLO (C/ Antonio Leyva, 1)    |
| SE832     | Príncipe Pío                | 3128 MARQUÉS DE VADILLO (C/ Antonio Leyva, 1)    |
| 50        | Plaza Mayor                 | 3923 AVENIDA DEL MANZANARES (Paseo de San Illán) |
| 62        | Cristo Rey                  | 2311 IMPERIAL-PIRÁMIDES (Glorieta de Pirámides)  |
| Nocturnos |                             |                                                  |
| Línea     | Destino                     | Parada                                           |
| N26       | Aluche                      | 329 MARQUÉS DE VADILLO (C/ General Ricardos, 10) |
| N26       | Alonso Martínez             | 330 MARQUÉS DE VADILLO (C/ General Ricardos, 3)  |
| N15       | Hospital 12 de Octubre      | 918 MARQUES DE VADILLO (C/ Antonio López, 2)     |
| N15       | Cibeles                     | 919 MARQUES DE VADILLO (C/ Antonio López, 5)     |